# Bufo tihamicus
Bufo tihamicus là một loài cóc thuộc họ Bufonidae.
Loài này có ở Ả Rập Xê Út và Yemen.
Môi trường sống tự nhiên của chúng là vùng cây bụi khô khu vực nhiệt đới hoặc cận nhiệt đới, sông ngòi, đất canh tác, và đất có tưới tiêu.